# Strössendorf
Strössendorf ist ein Pfarrdorf mit 286 Einwohnern und Gemeindeteil der Gemeinde Altenkunstadt im Landkreis Lichtenfels.

## Geografische Lage
Strössendorf liegt unmittelbar nördlich des Külmitz (437,8 m ü. NN), am Südufer des Mains, im obermainischen Bruchschollenland. Die geografische Höhe beträgt 281–320 m ü. NN. Nördlich des Mainufers befindet sich der Strössendorfer Baggersee. Der Ortskern von Altenkunstadt befindet sich rund 2,3 Kilometer südöstlich von Strössendorf.

## Geschichte

### Frühe Siedlungsgeschichte
Erstmals besiedelt wurde die Gegend um Strössendorf spätestens in der Bronzezeit um 1200 vor Christus. Darauf schloss man aufgrund eines bronzenen Lappenbeils und zweier bronzener Knopfsicheln, die im Jahr 1928 von Diplomingenieur Deinzer und dem Strössendorfer Lehrer Oswald in einem Hünengrab zwischen Strössendorf und Zeublitz gefunden wurden. Um die Zeitenwende war die Gegend vor allem von germanischen Stämmen besiedelt, die sich als Bauern und Viehzüchter niedergelassen hatten. Verdrängt wurden die Germanen von den Thüringern, bis diese ab 491 den Franken wichen.
Während die thüringische Bevölkerung mit der Zeit abnahm, zogen ab Ende des 5. Jahrhunderts verstärkt Wenden in die Region und ließen sich friedlich neben den Franken nieder. Im 8. Jahrhundert könnte es einen Vorgängerbau des heutigen Schloss Strössendorfs gegeben haben, der durch Karl den Großen errichtet wurde, um den Vormarsch der Wenden zu stoppen.

### Strössendorf im Mittelalter und der Frühen Neuzeit bis Heute

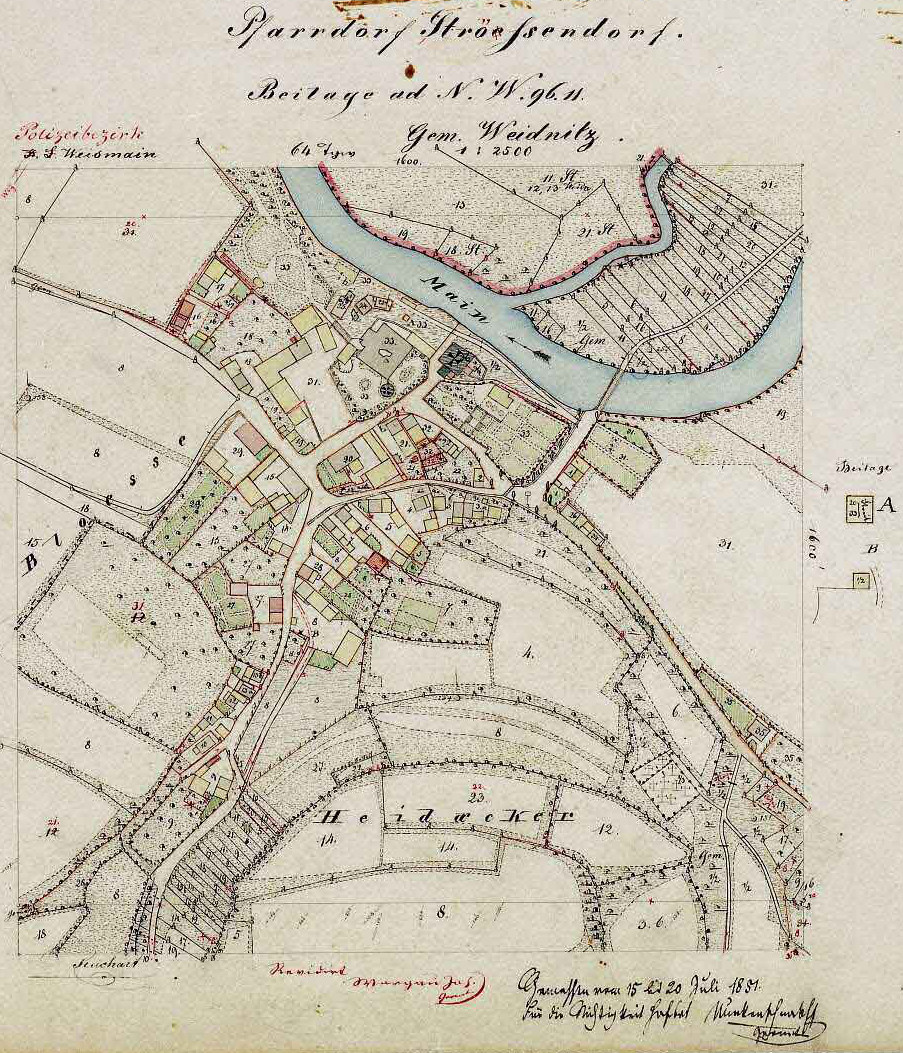
Historischer Ortsplan von Strössendorf aus dem Jahr 1851

Mitte des 12. Jahrhunderts wurden die ältesten noch erhaltenen Teile des Schloss Strössendorfs errichtet. Die erste urkundliche Erwähnung war 1180, als der Bamberger Bischof Otto dem Kloster Langheim den Kauf von „Stresendorf“ von Rudolf von Widence (Weidnitz) bestätigte.
Um 1400 wurde eine Kapelle in Strössendorf errichtet. In der Reformationszeit wurde Strössendorf protestantisch. 1561 wurde durch den Sohn von Wolf von Schaumberg der erste evangelische Pfarrer in der Gemeinde eingesetzt. Die Kirche, die auf einen Vorgängerbau von 1557 zurückgeht, wurde unter Achaz Georg von Schaumberg 1614 und 1623 umgebaut und erweitert. Anders als viele umliegende Dörfer und Gemeinden blieb Strössendorf mit Weidnitz und Neuses auch nach 1648 protestantisch. Bestätigt ist dies schriftlich im Osnabrücker Friedensvertrag.
Von 1630 bis 1690 befand sich Strössendorf im Pfandbesitz der Herrn von Streitberg.
Im Jahr 1801 gehörte der Ort den im Schloss ansässigen von Schaumberg, ebenso wie die Dorf-, Gemeinde-, Lehens-, Vogtei- und Zehntherrschaft. Lehen besaßen damals das Amt Burgkunstadt, das Amt Weismain und das Kloster Langheim.
Am 1. Januar 1975 erfolgte im Zuge der Gemeindegebietsreform die Eingemeindung nach Altenkunstadt.
Aktuell vertritt Jan Riedel (FBO) den Gemeindeteil Strössendorf als Gemeinderatsmitglied von Altenkunstadt.

### Etymologie
Der Name Strössendorf kommt vom slawischen „Streso“, was so viel wie Schutz bedeutet. Dies könnte sich auf Hochwasserschutz gegen Mainüberflutungen, aber auch auf Schutz vor räuberischen Überfällen bezogen haben. Schützenswert war insbesondere auch der Mainübergang, eine Brücke wurde erstmals 1774 erwähnt.
Andererseits könnte sich Strössendorf auch vom slawischen Männernamen Strez ableiten, Dieser könnte zur Zeit der Namensgebung der Dorfherrscher gewesen sein und auch eine Schutzfunktion besessen haben.

### Einwohnerentwicklung
Die Tabelle gibt die Einwohnerentwicklung Strössendorfs anhand einzelner Daten wieder.
| Jahr | Einwohner | Anwesen | Quelle: |
| ---- | --------- | ------- | ------- |
| 1818 | 183       | 40      | [ 11 ]  |
| 1950 | 318       |         | [ 7 ]   |
| 1961 | 274       |         | [ 8 ]   |
| 1970 | 309       |         | [ 8 ]   |
| 1977 | 306       |         | [ 7 ]   |
| 1987 | 346       |         | [ 12 ]  |
| 2005 | 318       |         | [ 7 ]   |
| 2010 | 312       |         | [ 13 ]  |
| 2011 | 306       |         | [ 14 ]  |
| 2012 | 281       |         | [ 15 ]  |
| 2013 | 286       |         | [ 16 ]  |
| 2024 | 309       |         | [ 16 ]  |

## Persönlichkeiten
- Paul Häublein (1844–1924), Turner und Turnfunktionär

## Religion
Von den 286 Einwohnern waren im Juli 2013 ca. 30 % (86) römisch-katholisch, ca. 59 % (168) evangelisch und ca. 11 % (32) andersgläubig bzw. konfessionslos.